# Aérodrome de Garabogaz
L'aérodrome de Garabogaz (code IATA : ? • code OACI : TM-0001), situé dans la ville de Garabogaz, province de Balkan, au Turkménistan, sur la avancée de terre qui sépare la mer Caspienne et le Kara-Bogaz-Gol.
Il a code OACI d'aérodrome du Turkménistan, TM-0001.

## Situation
| \| 100 km1:14 016 000 \| Achgabat Daşoguz Kerki Balkanabat Garabogaz Mary Türkmenbaşy Türkmenabat |
| 100 km1:14 016 000                                                                                |

## Compagnies aériennes et destinations
Édité le 29/06/2017